# City Syd

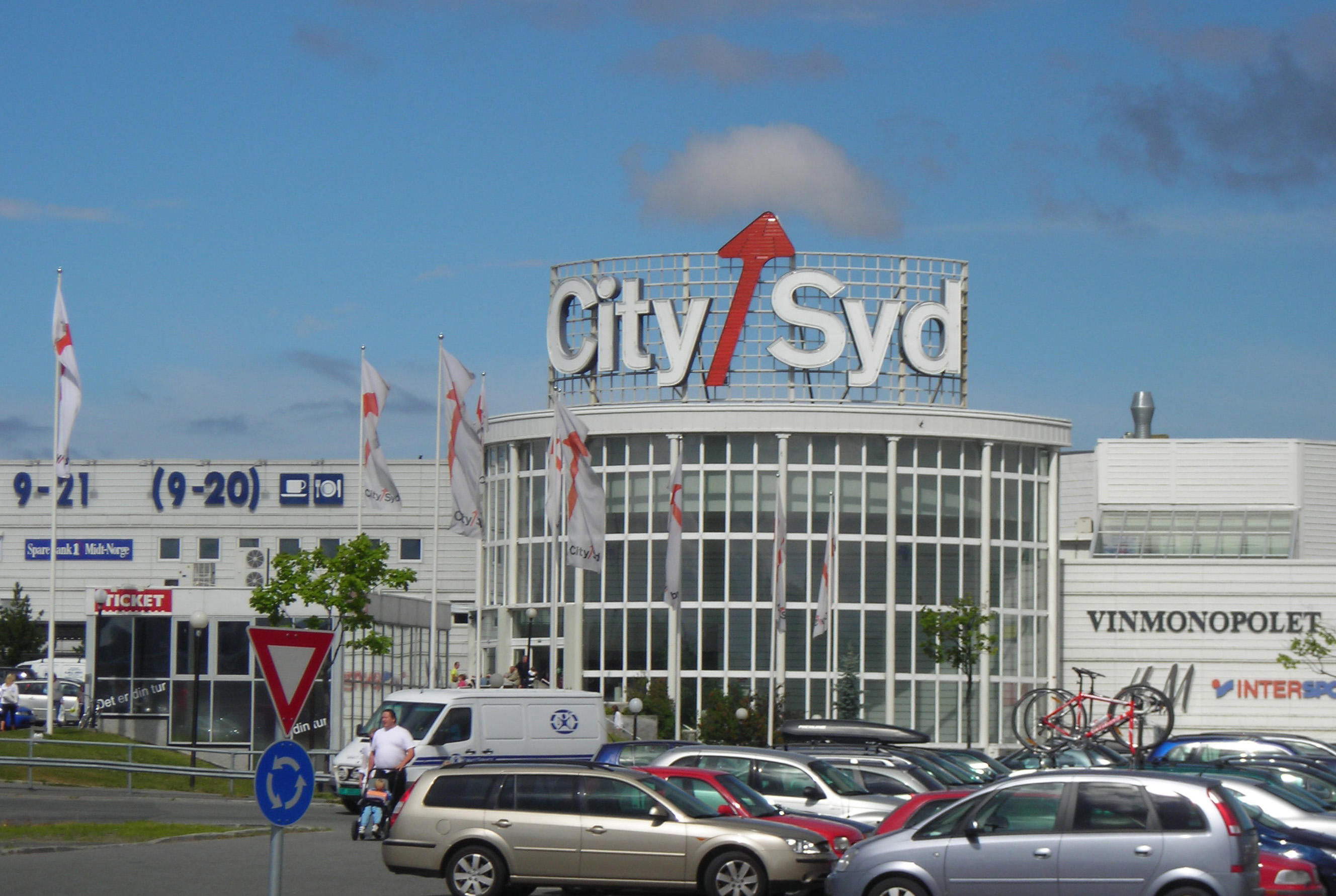
City Syd

City Syd är ett av Norges största köpcentrum räknat i omsättning. Det ligger på Tiller, ca 8 km söder om Trondheims centrum. City Syd öppnade 1987 och genomgick en ombyggnad 2000. Byggnaden är på 38 000 m² och har 69 butiker.
En tidigare chef för köpcentret är Petter Stordalen.